# 안경겨울잠쥐
안경겨울잠쥐(Graphiurus ocularis)는 겨울잠쥐과에 속하는 설치류의 일종이다. 4종의 남아프리카 토착 겨울잠쥐의 한 종이다. 다람쥐같은 붓꼬리와 상당히 짧은 주둥이, 작은 귀와 부드러운 털을 갖고 있다. 흰색과 회색 바탕의 얼굴에 눈 주위의 둥글게 안경 형태로 나 있는 진한 줄무늬가 특징적이다. 발 등과 아래, 윗면 모두 희다. 보통 꼬리 끝도 희다. 남아프리카공화국 서부 지역의 시더버그에 제한적으로 분포하며, 바위 서식지뿐만 아니라 나무와 헛간 등에서 서식한다. 야행성 동물이며, 재빨리 나무 위를 기어오른다. 먹이는 주로 씨앗과 기타 식물 및 무척추동물이다.